# Afrothismia
Afrothismia es un género con doce especies de plantas con flores perteneciente a la familia Thismiaceae, anteriormente estuvo clasificado en la familia  Burmanniaceae. Es originario del África tropical.

## Especies
- Afrothismia amietii Cheek, Kew Bull. 61: 605 (2007).
- Afrothismia baerae Cheek, Kew Bull. 58: 951 (2003 publ. 2004).
- Afrothismia foertheriana T.Franke, Sainge & Agerer, Blumea 49: 452 (2004).
- Afrothismia gabonensis Dauby & Stévart, Nordic J. Bot. 25: 268 (2007 publ. 2008).
- Afrothismia gesnerioides H.Maas, Blumea 48: 477 (2003).
- Afrothismia hydra Sainge & T.Franke, Nordic J. Bot. 23: 299 (2005).
- Afrothismia insignis Cowley, in Fl. Trop. E. Afr., Burmann.: 7 (1988).
- Afrothismia korupensis Sainge & T.Franke, Willdenowia 35: 289 (2005).
- Afrothismia mhoroana Cheek, Kew Bull. 60: 593 (2005 publ. 2006).
- Afrothismia pachyantha Schltr., Bot. Jahrb. Syst. 38: 139 (1906).
- Afrothismia saingei T.Franke, Syst. Geogr. Pl. 74: 28 (2004).
- Afrothismia winkleri (Engl.) Schltr., Bot. Jahrb. Syst. 38: 139 (1906).